# Klimakterium virile
Der Begriff Klimakterium virile bezeichnet den Lebensabschnitt eines Mannes, in dem sein Testosteronspiegel rasch abnimmt. Oft treten in dieser Phase, die Bestandteil des natürlichen Alterungsprozesses ist, kritische psychosoziale Belastungen auf und die durchschnittliche sexuelle Aktivität ist rückläufig. Mit derselben Bedeutung wie Klimakterium virile finden sich im Schriftgut auch die Begriffe Andropause, ADAM (Androgen Decline in the Aging Male, übersetzt: Androgenrückgang beim alternden Mann) oder PADAM (Partielles Androgen-Defizit des alternden Mannes). Auch die Bezeichnung Wechseljahre des Mannes wird für diesen Lebensabschnitt verwendet.
Das Klimakterium virile des Mannes ist nicht das Pendant zum Klimakterium der Frau (auch Wechseljahre genannt). Zwar handelt es sich bei beiden Geschlechtern um eine hormonelle Umstellung in der Lebensmitte. Doch während nach dem Abschluss des Klimakteriums der Frau die weiblichen Geschlechtshormone nicht mehr überwiegen, bleiben beim Mann die männlichen Geschlechtshormone zeitlebens dominierend.

## Symptome
Als typische Symptome gelten das Nachlassen der psychischen und physischen Leistungsfähigkeit, Schlafstörungen, Herzklopfen sowie eine Abnahme von Libido und Potenz. In diesem Lebensabschnitt treten zudem häufig kritische psychosoziale Belastungen auf.
Beim Mann bleibt die Zeugungsfähigkeit zwar grundsätzlich bis ins hohe Alter erhalten, doch die Wahrscheinlichkeit sinkt, noch ausreichend fruchtbares Sperma zu produzieren und somit Nachkommen zeugen zu können. Im „Klimakterium virile“ verringert sich die Ejakulatmenge auf unter 2 ml; außerdem nimmt der Gehalt an Fructose und saurer Phosphatase ab.

## Diagnose
Neben dem Blutbild ist der Fragenkatalog The Aging Males‘ Symptoms rating scale. (AMS) weltweit in Gebrauch.

## Therapie
Beim Auftreten unerwünschter Symptome in dieser physischen Lebensphase werden Beratungen über gesunde Lebensführung, Sport und gesunde Ernährung empfohlen. Wenn die Anpassung an die neue Lebensphase nicht gelingt, kann dies Depressionen, Lebensqualitätsverlust und Störungen in der Partnerschaft nach sich ziehen und eine Therapie nötig machen. Eine Testosteronersatztherapie wird nicht empfohlen, da deren Wirksamkeit unbelegt ist und Substitution erhebliche Risiken birgt.